# Németh Sándor (tanár)
Németh Sándor (Kőszeg, 1811. június 15. – Pozsony, 1865. február 3.) líceumi tanár.

## Élete
Iparos szülők gyermeke. Grammatikai tanulmányait Győrben kezdte meg és folytatta, mert szülei ide költöztek. 1825-ben szülei Pozsonyba vitték, ahol a humaniorák első osztályába lépett. Tanárai közül különösen Kováts-Martinynek figyelmét vonta magára. Tanulói pályája alatt sokat kellett küzdenie anyagi nélkülözésekkel. Elvégezvén tanulását a Pozsonyi Evangélikus Líceumban, négy évig házi nevelő volt Liptó megyében, mely idő alatt szorgalmasan olvasta a német remekírókat. Miután ez időben a protestáns ifjak nem mehettek külföldre, a bécsi teológiai fakultást kereste fel, ahol három évig tanult és kétszer császári ösztöndíjban is részesült.
1840-ben Pozsonyba hívták meg segédtanárnak az éppen akkor közadakozásból alapított líceumi magyar nyelvi tanszékre. Ekkor még szokatlan volt az iskolai katedráról a magyar szó, hát még a magyar nyelvnek tanítása. Nem csoda tehát, hogy Németh tanári pályája eleintén tövises volt. Az 1844. évi szünet alatt nagyobb tanulmányutat tett Németországban; onnét hazatérve, tevékeny részt vett az 1840-es években több ízben tartott protestáns tanári értekezleteken. Midőn a pozsonyi evangélikus líceum az 1850-es években a Thun-rendszer szerint szervezkedett, Németh a magyar nyelvet és történelmet tanította a főgimnáziumban. Tanári kötelességei teljesítésében torokbaja gátolta, ehhez később meggyengült hallása is járult. Az 1860-as években már hangja is alig volt hallható. Reichenhallba ment üdülni, de kevés eredménnyel. 1865. február 3-án Pozsonyban elhunyt.

## Műve
- Magyar chrestomathia, vagy magyar jeles irók némelly válogatott darabjaik. Nyelvgyakorlásra és szavalásra az ifjúság számára. Pozsony, 1842.